# Dolneni
Dolneni (makedonsky: Долнени) je vesnice v Severní Makedonii. Je centrem stejnojmenné opštiny a nachází se v Pelagonském regionu. Leží 10 km od města Prilep. V roce 1994 zde žilo 11 705 obyvatel.
Podle sčítání lidu z roku 2002 žije ve vesnici 375 obyvatel. Etnickými skupinami jsou:
- Makedonci – 374
- ostatní – 1